# بروس بارتليت
بروس بارتليت (بالإنجليزية: Bruce Bartlett)‏ (و. 1951 – م) هو عالم اقتصاد، ومؤرخ، وصحفي من الولايات المتحدة الأمريكية . ولد في آن آربر، ميشيغان .

## التعليم
تعلم في جامعة جورجتاون، وجامعة روتجرز.

## روابط خارجية
- بروس بارتليت على موقع IMDb (الإنجليزية)
- بروس بارتليت على موقع إن إن دي بي (الإنجليزية)
- بروس بارتليت على موقع قاعدة بيانات الفيلم (الإنجليزية)